# 二氢蝶酸合酶抑制剂
二氢蝶酸合酶抑制剂是抑制二氫蝶酸合酶作用的药物。它们包括磺胺类、氨苯砜和对氨基水杨酸。

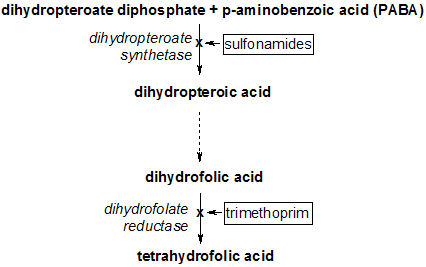
四氢叶酸合成途径

在细菌中，抗菌磺胺类充当二氢蝶酸合成酶的竞争性抑制剂。二氢蝶酸合成酶催化对氨基苯甲酸向二氢蝶酸的转化，这是叶酸合成的关键步骤。叶酸是细胞合成核酸所必需的（核酸是DNA和RNA的重要组成部分），如果缺乏叶酸，细胞将无法分裂。因此，磺酰胺类抗菌剂表现出抑菌作用而不是杀菌作用。

## 用途
叶酸无法在哺乳动物细胞中合成的，需要从饮食中获得。这解释了这些药物对细菌细胞的选择性毒性。这些抗生素用于治疗耶氏肺孢子菌肺炎、尿路感染和志贺氏菌病。